# Flavio Bucci
Flavio Bucci (Turín, 25 de mayo de 1947-Fiumicino, Roma, 18 de febrero de 2020) fue un actor teatral, cinematográfico y de doblaje italiano.

## Biografía
Flavio Bucci nació en Turín, Piamonte, de una familia procedente de Molise y Apulia, concretamente de Casacalenda (provincia de Campobasso) y Orta Nova (provincia de Foggia). Se casó con la actriz Micaela Pignatelli, con quien tuvo dos hijos, Alessandro y Lorenzo. Tuvo un tercer hijo, Ruben, de su segunda esposa, la productora neerlandesa Loes Kamsteeg.
En las Elecciones generales de Italia de 1996, fue candidato a la Cámara de Diputados en las listas de El Olivo, pero no fue elegido por 5300 votos.
Falleció el 18 de febrero de 2020, a los 72 años, afectado por un infarto en su casa de Passoscuro, en el municipio de Fiumicino (Roma), donde residía desde hacía años; la capilla ardiente se instaló el 20 de febrero en el Teatro Valle de Roma en presencia de amigos y colegas del mundo del espectáculo y la ceremonia fúnebre se llevó a cabo de forma privada. Después de los funerales, el cuerpo fue enterrado en el cementerio Flaminio, en el suburbio romano de Prima Porta.

### Cine y televisión
Se formó profesionalmente en la Escuela del Teatro Stabile de Turín. Después de ser llamado por Elio Petri para la película La proprietà non è più un furto (1973), trabajó para Giuliano Montaldo en L'Agnese va a morire (1976) y Circuito chiuso (1978).
En 1977 se dio a conocer al gran público televisivo interpretando al protagonista de la miniserie de RAI Ligabue, dirigido por Salvatore Nocita, basado en la vida del pintor Antonio Ligabue.
También se hizo conocido por sus papeles de carácter en El marqués del Grillo de Mario Monicelli (1981), Tex y el señor de los abismos (1985), Secondo Ponzio Pilato (1987), Testa rasate (1993), Il silenzio dell'allodola (2005) e Il divo de Paolo Sorrentino (2008). La última película en la que participó fue La cornice de Nour Aia (2018).
Volvió también a la pequeña pantalla: actuó en  I promessi sposi (1989), La Piovra (1984) de Damiano Damiani y L'avvocato Guerrieri - Ad occhi chiusi (2008) de Alberto Sironi.

### Teatro
En el escenario teatral actuó como protagonista en numerosas obras, entre ellas: Opiniones de un payaso de Heinrich Böll; Diario de un loco de Nikolái Gógol; Uno, nessuno e centomila, Il fu Mattia Pascal, Quaderni di Serafino Gubbio operatore y Los gigantes de la montaña de Luigi Pirandello, ¿Quién teme a Virginia Woolf? de Edward Albee, Ricardo III de William Shakespeare.
Después de una larga ausencia de las escenas teatrales, volvió con el espectáculo dedicado a Giacomo Leopardi Che fai tu luna in ciel, dimmi che fai, dirigido por Marco Mattolini, con la bailarina Gloria Pomardi y la pianista y compositora Alessandra Celletti.

## Filmografía

### Cinema
- Le altre, de Alex Fallay (1969)
- La classe operaia va in paradiso, de Elio Petri (1971)
- L'amante dell'Orsa Maggiore, de Valentino Orsini (1972)

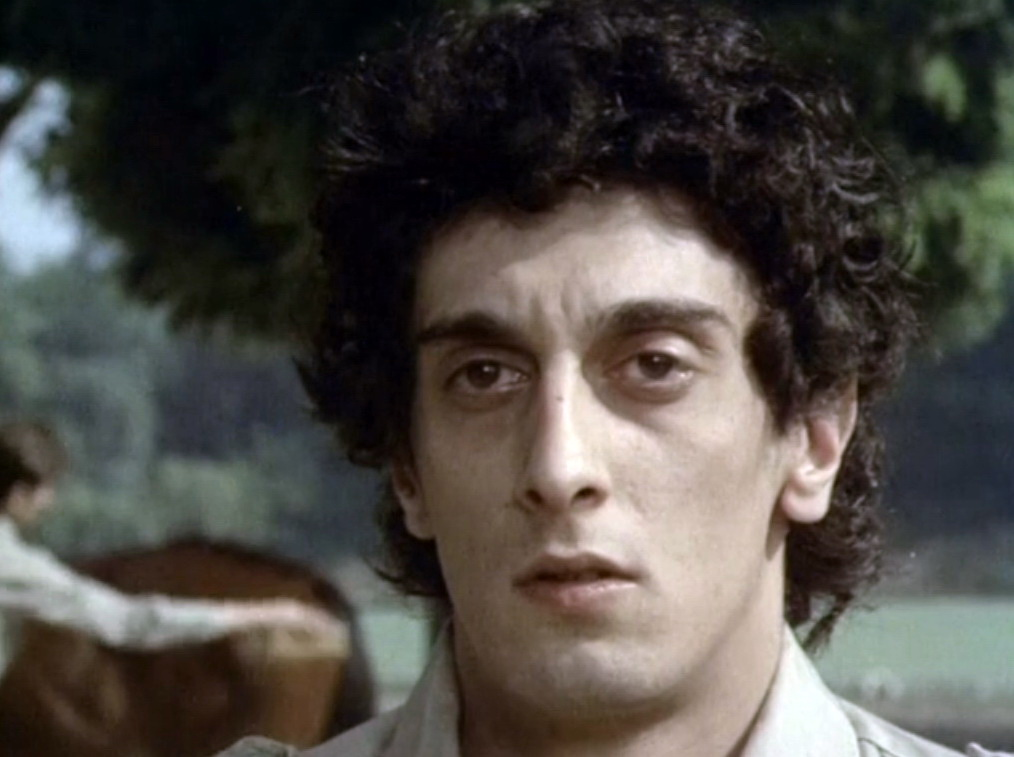
Flavio Bucci en Il generale dorme in piedi (1972).

- Il generale dorme in piedi, de Francesco Massaro (1972)

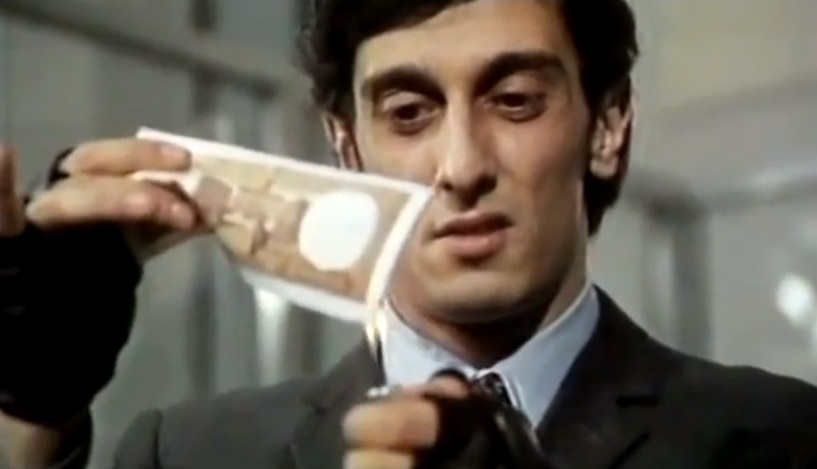
En La proprietà non è più un furto (1973).

- La proprietà non è più un furto, de Elio Petri (1973)
- L'ultimo treno della notte, de Aldo Lado (1975)
- I giorni della chimera, de Franco Corona (1975)
- Un sistema infallibile, de Carlo Di Carlo (1975)
- La orca, de Eriprando Visconti (1976)
- L'Agnese va a morire, de Giuliano Montaldo (1976)
- Quelle strane occasioni, episodio Italian Superman, de Nanni Loy (1976)
- Dove volano i corvi d'argento, de Piero Livi (1977)
- Suspiria, de Dario Argento (1977)
- Una spirale di nebbia, de Eriprando Visconti (1977)
- Circuito chiuso, de Giuliano Montaldo (1978)
- Gegè Bellavita, de Pasquale Festa Campanile (1979)
- Ammazzare il tempo, de Mimmo Rafele (1979)
- Maledetti vi amerò, de Marco Tullio Giordana (1980)
- Uomini e no, de Valentino Orsini (1980)
- Matlosa, de Villi Hermann (1981)
- Il marchese del Grillo, de Mario Monicelli (1981)
- La montagna incantata, de Hans W. Geißendörfer (1982)
- Sogno di una notte d'estate, de Gabriele Salvatores (1983)
- L'inceneritore, de Pier Francesco Boscaro dagli Ambrosi (1984)
- Le due vite di Mattia Pascal, de Mario Monicelli (1985)
- Tex e il signore degli abissi, de Duccio Tessari (1985)
- La donna delle meraviglie, de Alberto Bevilacqua (1985)
- Il giorno prima, de Giuliano Montaldo (1987)
- Max il lentigginoso e i fantasmi (Pehavý Max a strašidlá), de Juraj Jakubisko (1987)
- Il mistero del panino assassino, de Giancarlo Soldi (1987)
- Com'è dura l'avventura, de Flavio Mogherini (1987)
- Secondo Ponzio Pilato, de Luigi Magni (1987)
- La posta in gioco, de Sergio Nasca (1988)
- Anni 90, de Enrico Oldoini (1992)
- Pierino Stecchino, de Claudio Fragasso (1992) – nunca distribuida
- Amami, de Bruno Colella (1992)
- Teste rasate, de Claudio Fragasso (1993)
- Quando le montagne finiscono, de Daniele Carnacina (1994)
- Fratelli coltelli, de Maurizio Ponzi (1997)
- Frigidaire - Il film, de Giorgio Fabris (1998)
- I miei più cari amici, de Alessandro Benvenuti (1998)
- Lucignolo, de Massimo Ceccherini (1999)
- Muzungu, de Massimo Martelli (1999)
- Come si fa un Martini, de Kiko Stella (2001)
- Hotel Dajti, de Carmine Fornari (2001)
- Volesse il cielo!, de Vincenzo Salemme (2002)
- Lettere al vento, de Edmond Budina (2003)
- Caterina va in città, de Paolo Virzì (2003)
- Il silenzio dell'allodola, de David Ballerini (2005)
- L'uomo spezzato, de Stefano Calvagna (2005)
- Lezioni di volo, de Francesca Archibugi (2007)
- Il divo, de Paolo Sorrentino (2008)
- La morte di pietra, de Roberto Lippolis (2008)
- Fly Light, de Roberto Lippolis (2009)
- Border Line, de Roberto Lippolis (2010)
- La scomparsa di Patò, de Rocco Mortelliti (2012)
- La grande rabbia, de Claudio Fragasso (2016)
- Il vangelo secondo Mattei, de Antonio Andrisani e Pascal Zullino (2017)
- Agadah, de Alberto Rondalli (2017)
- La cornice, de Nour Aya (2018)
- Sotto il segno della vittoria, de Modestino Di Nenna (2018)
- Il grande passo, de Antonio Padovan (2019)
- Credo in un solo padre, de Luca Guardabascio (2019)
- Sassiwood, de Antonio Andrisani (2020)
- Psychedelic, de Davide Cosco (2021)
- Senza Far Rumore, de Luca Guardabascio (2021)

### Televisión
- Il lungo viaggio, de Franco Giraldi - miniserie (1975)
- Ligabue, de Salvatore Nocita - miniserie (1977)
- Circuito chiuso, de Giuliano Montaldo - telefilme (1978)
- I problemi di Don Isidro, de Andrea Frezza - miniserie (1978)
- Martin Eden, de Giacomo Battiato - miniserie (1979)
- Poco a poco, de Alberto Sironi - miniserie (1980)
- Il caso Graziosi, de Michele Massa - miniserie (1981)
- Storia di Anna, de Salvatore Nocita - miniserie (1981)
- Don Luigi Sturzo, de Giovanni Fago - miniserie (1981)
- La quinta donna, de Alberto Negrin - miniserie (1982)
- Il diavolo al Pontelungo, de Pino Passalacqua - miniserie (1982)
- Bebawi - Il delitto di via Lazio, de Michele Massa - telefilme (1983)
- Quer pasticciaccio brutto de via Merulana, de Piero Schivazappa - miniserie (1983)
- La piovra, de Damiano Damiani - miniserie (1984)
- Il generale, de Luigi Magni - miniserie (1987)
- La tía de Frankenstein - serie de televisión, 7 episodios (1987)
- L'ingranaggio, de Silverio Blasi - miniserie (1987)
- Gli angeli del potere, de Giorgio Albertazzi - telefilme (1988)
- The Nightmare Years, de Anthony Page - miniserie (1989)
- I promessi sposi, de Salvatore Nocita - miniserie (1989)
- Con i clown vennero le lacrime, de Reinhard Hauff - miniserie (1990)
- Un inviato molto speciale - serie de televisión, 1x06 (1992)
- Einer stirbt bestimmt, de Rainer Bär - telefilme (1992)
- Inside the Vatican, de John McGreevy - miniserie (1993)
- La dottoressa Giò - Una mano da stringere, de Filippo De Luigi - telefilme (1995)
- La dottoressa Giò - serie de televisión, 10 episodi (1997-1998)
- Provincia segreta - serie de televisión (1998)
- L'avvocato Guerrieri - Ad occhi chiusi, de Alberto Sironi - telefilme (2008)
- Borghi e Demoni, de Alessandro Derviso (2017) - miniserie

### Cortometrajes
- La carabina, de Sergio Russo (1997)
- Mai altri, de Fabio Perroni (2008)
- L'ultimo partigiano, de Claudio Sestili (2010)
- Leo e il mare, de Francesco Lama (2019)

## Doblaje

### Cine
- John Travolta en Saturday Night Fever, Grease, Moment by Moment
- Sylvester Stallone en The Lords of Flatbush
- Richard Cox en Cruising
- Gérard Depardieu en L'ultima donna
- Miki Manojlović en Underground

### Series de televisión,
- Tom Wopat en The Dukes of Hazzard
- Anson Williams en Días felices

## Premios
Nastro d'argento
| Año  | Categoría        | Película    | Resultado |
| ---- | ---------------- | ----------- | --------- |
| 1979 | Mejor actor      | Ligabue     | Ganador   |
| 1998 | Mención Especial | La carabina | Ganador   |

Globo d'oro
| Año  | Categoría              | Película                        | Resultado |
| ---- | ---------------------- | ------------------------------- | --------- |
| 1974 | Mejor actor revelación | La proprietà non è più un furto | Ganador   |

Festival de Montreal
| Año  | Categoría   | Película | Resultado |
| ---- | ----------- | -------- | --------- |
| 1978 | Mejor actor | Ligabue  | Ganador   |